# Анрі Гідель
Анрі Гідель — відомий сучасний французький письменник, критик, історик мистецтва, пристрасний шанувальник і  знавець театру. У доробку цього плодовитого автора близько двох десятків романізованих біографій знаменитостей, зокрема Пабло Пікассо, Жаклін Кеннеді, Жоржа Помпіду, Коко Шанель, Марії Кюрі, братів Гонкур, а також зірок французького театру  — драматурга Жоржа Фейдо, актора та режисера Саша Гітрі, актриси Сари Бернар. Книги Анрі Гіделя перекладені чотирнадцятьма мовами, нагороджувалися національними і міжнародними преміями. У 1991 році автор став володарем Гран-прі Міжнародного союзу літературних критиків за всю сукупність своєї творчості.
Анрі Гідель отримав університетську освіту, має ступінь доктора в  галузі філології, довгий час викладав у  Орлеанському університеті, підготував видання повного зібрання творів видатного французького комедіографа Жоржа Фейдо і монографію про течії в моді XVIII—XIX століть. В  останні роки, залишивши викладання, Анрі Гідель з головою поринув у літературну роботу. Він справжній парижанин — щоранку його можна бачити за столиком кафе «Флора» в Сен-Жермен-де-Пре, де письменник, озброївшись блокнотом і олівцем, працює над черговою біографією тієї чи іншої славетної особистості.